# Suore missionarie di Nostra Signora degli Apostoli
Le suore missionarie di Nostra Signora degli Apostoli sono un istituto religioso femminile di diritto pontificio: le religiose di questa congregazione pospongono al loro nome la sigla N.S.A.

## Storia

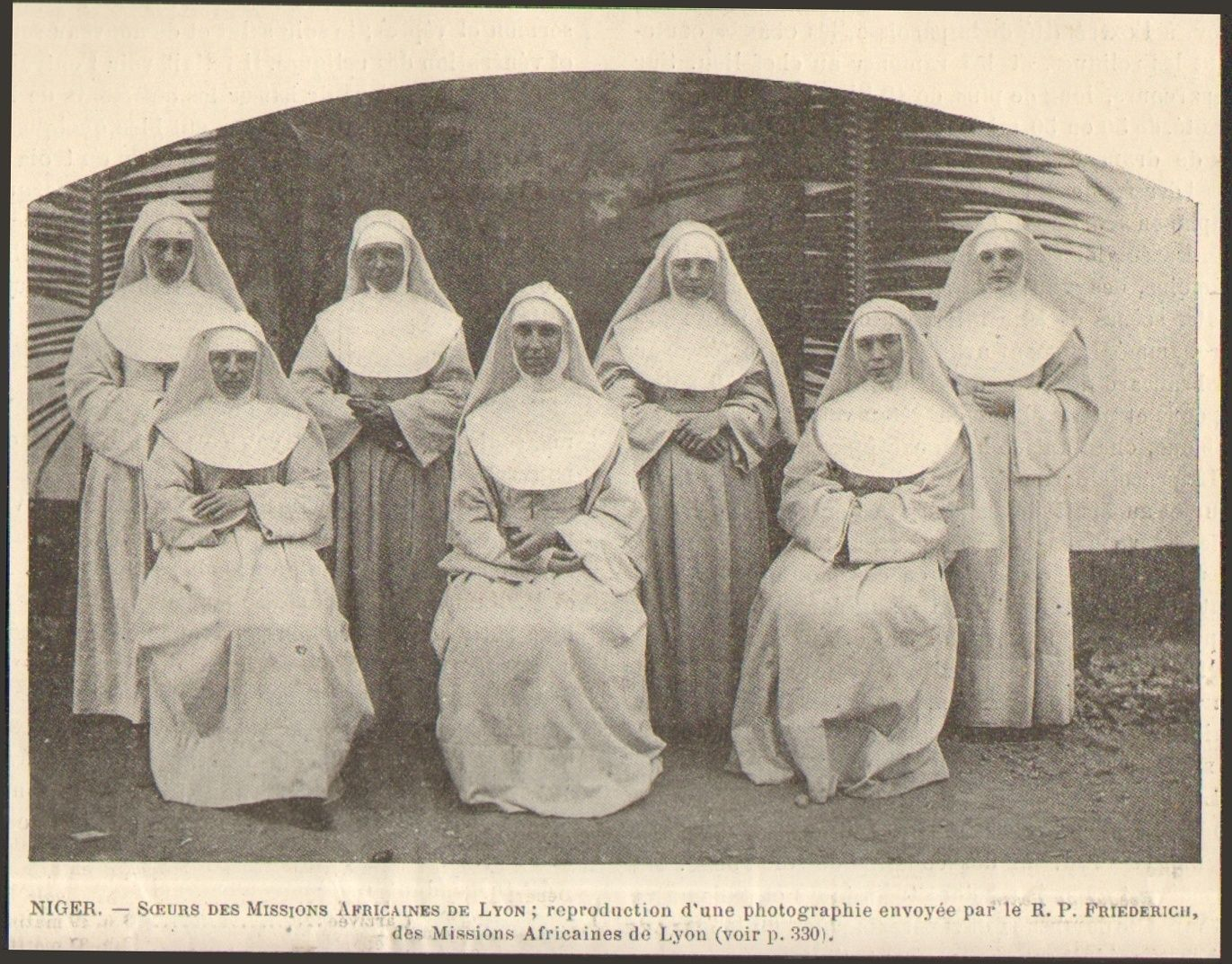
Suore in Niger (verso 1920)

La congregazione venne fondata il 1º maggio del 1876 a Lione dal sacerdote francese Augustin Planque (1826-1907), che nel 1856 aveva già collaborato con Melchior de Marion Brésillac alla fondazione della Società delle missioni africane: le religiose dell'istituto dovevano assistere i sacerdoti della congregazione maschile evangelizzando le fasce della popolazione a cui questi non avevano accesso, cioè le donne ed i bambini. Amand-Joseph Fava, vescovo di Grenoble, concesse la sua approvazione il 16 agosto 1881.
L'istituto ricevette il pontificio decreto di lode il 17 giugno 1904 e venne approvato definitivamente dalla Santa Sede il 19 marzo 1912 (le sue costituzioni il 12 febbraio 1928).

## Attività e diffusione
Le missionarie di Nostra Signora degli Apostoli si dedicano all'insegnamento, alla catechesi e alle opere sociali.
Sono presenti in Africa (Algeria, Benin, Burkina Faso, Ciad, Costa d'Avorio, Egitto, Ghana, Niger, Nigeria, Tanzania, Togo), nelle Americhe (Argentina, Canada), in Europa (Francia, Inghilterra, Irlanda, Italia, Paesi Bassi) e Asia (Libano): la sede generalizia è a Roma.
Al 31 dicembre 2005, la congregazione contava 806 religiose in 126 case.